# Пахонино (Ярославская область)
Пахонино — деревня Огарковского сельского поселения Рыбинского района Ярославской области.
Деревня расположена к западу от федеральной автомобильной дороге Р104 на участке Рыбинск—Пошехонье, на удалении около 500 м от восточного берега Рыбинского водохранилища, севернее устья реки Воля. К юго-востоку от Пахонино непосредственно на автомобильной дороге расположена деревня Ляга, а к югу на правом берегу Воли — Костино. В 1,5 км к северу от Пахонино находится деревня Григорово.   
На 1 января 2007 года в деревне числилось 6 постоянных жителей. Почтовое отделение, расположенное в Милюшино, обслуживает в деревне 54 дома.